# Theophorer Name
Ein theophorer Name (von altgriechisch θεός theós „Gott“ und φέρειν phérein „tragen“) ist in der Namenkunde ein Name, der eine Gottesbezeichnung oder einen Götternamen enthält oder – ausnahmsweise – ein Name, der aus einem Namen mit einer Götterbezeichnung oder einem Götternamen abgeleitet ist. Des Weiteren unterteilen sich die theophoren Namen in Namensformen, die den Gottesnamen (christliche theophore Namen) oder einen Götternamen (pagane theophore Namen) beinhalten. Häufig kommen in den Ortsnamen sowie den Personennamen einer Sprache die theophoren Namen vor. Mitunter treten auch andere theophore Eigennamen auf. Des Weiteren gibt es theophore Appellative, z. B. Pflanzenbezeichnungen.

## Christliche und pagane theophore Namen
Christliche theophore Namen lassen sich gut nachvollziehen, da sie der christlichen Zeitrechnung mit guter historischer Quellenlage zugehörig sind. Pagane theophore Namen aus einer Zeit vor einer Christianisierung mit unsicherer Quellenlage hingegen sind weniger leicht nachvollziehbar, doch stellen sie dafür in der Regel selbst historische Quellen dar. Nicht selten sind sie das einzige Quellenmaterial, wenn die üblichen historischen Quellen wie zeitgenössische Texte oder archäologische Funde fehlen.
Götternamen wurden wegen ihrer Heiligkeit vielfach als Namen mit besonderer Wirkkraft angesehen. Um diese Kraft des Namens ohne eine Tabuverletzung zu gewinnen, wurden Kindern theophore Namen – mit einem Götternamen zusammengesetzte Namensformen – gegeben, etwa „Diener Gottes“, „Gnadenerweis Gottes“ oder „Gabe Gottes“.
Christliche Personennamen können in zwei Gruppen geteilt werden. Die erste umfasst Namen, die in einer nichthebräischen Sprache gebildet werden und das Wort für Gott enthalten, im Deutschen etwa Gottfried, Gottlieb, Gotthold oder Gotthilf. Die zweite Gruppe umfasst biblische Namen, die das hebräische Wort für Gott (El) oder JHWH enthalten, etwa Michael, Raphael, Joachim oder Johannes.

## Theophore Namengebung
Das theophore Namenwesen, die Namengebung nach dem Wortsinn, reicht in der Geschichte sehr weit zurück. In Ägypten sind schon in der ältesten Überlieferung von Namen aus der Zeit zwischen 3000 und 2600 v. Chr. theophore Satznamen stark vertreten. Sie stellen vermutlich die ältesten überlieferten Schriftzeugnisse der Religiosität des Menschen überhaupt dar. Ebenso finden sich theophore Namen bereits in den altorientalischen Kulturen Mesopotamiens.
Im Judentum vollzog sich wahrscheinlich in den letzten Jahrhunderten vor unserer Zeit über theophore Namen der Übergang von den individuell gebildeten Namen zur Namensrepetition. Theophore Namen wie etwa Jehoschua (יהושוע „JHWH ist Rettung“, „…Hilfe“, „…Erlösung“) und Johannes (von יוחנן Jochanan „JHWH ist gnädig“ oder „JHWH hat Gnade erwiesen“) waren zur Zeit Jesu Christi schon sehr verbreitet. Nach dem Judentum übernahmen das Christentum und der Islam die Möglichkeit der theophoren Namengebung. Im arabischen Raum ist dies zudem bereits für die vorislamische Zeit nachweisbar. In der islamischen Kultur werden bis heute sehr oft theophore Namen gegeben, insbesondere die Komposita, etwa Abd al-Rahman („Diener des Barmherzigen“), vor allem aber Abdallah selbst, aus Abd („Diener“), und einem der 99 Namen Allahs sind sehr verbreitet. Sowohl im Judentum als auch im Islam bleiben, anders als im Christentum, theophore Namen den männlichen Nachkommen vorbehalten.
Das Christentum übernahm einst das theophore Namenwesen nicht nur aus dem Judentum, sondern auch aus der griechischen Kultur. Bei den Griechen sind theophore Namen seit dem sechsten vorchristlichen Jahrhundert überliefert, jedoch drückt sich in deren theophoren Namen gegenüber den altorientalischen „Diener der Gottheit“-Namen ein völlig anderes Verhältnis zu den Göttern aus. In den griechischen Namen wird vor allem durch Suffix-Bildungen die Zugehörigkeit zur Gottheit ausgedrückt – wie etwa in Demetrios, Apollonios und Dionysos. Christliche theophore Namen wie Kyriakos und Kyrillos, deren Namen „zum Herrn gehörig“ bedeuten, oder deren lateinische Entsprechung, etwa Dominicus, übernahmen diese Namenform durch Suffix-Bildung.
Das ganze erste Jahrtausend hindurch und zum Teil weit darüber hinaus spielen christliche theophore Namen in den griechisch- und romanischsprachigen Gebieten des Okzidents eine große Rolle. Darüber hinaus finden sich in den Gebieten der Germanen- und Slawenmission Namen wie etwa Gottfried und Godwin („Gottesfreund“), Bogislaw („durch Gott voll Ruhm“) und Bogdan („Gottesgeschenk“). Erst als sich die Namengebung nach Heiligen durchgesetzt hatte, wurde die theophore Namenstradition verdrängt.